# Kotë
Kotë est un village et une ancienne municipalité du comté de Vlorë, dans le sud-ouest de l'Albanie . 

## Histoire
Lors de la réforme du gouvernement local de 2015, Kotë est devenu une subdivision de la municipalité de Selenicë. Sa population au recensement de 2011 était de 3516 unités.  La commune  de Selenicë comprend les villages de Kotë, Gumeicë, Hysoverdhë, Lapardha, Mavrovë, Mazhar, Vajzë, Vodicë, Shkallë Mavrovë et Drashovicë.  